# Atriplex brenanii
Atriplex brenanii är en amarantväxtart som beskrevs av Sukhor. Atriplex brenanii ingår i släktet fetmållor, och familjen amarantväxter. Inga underarter finns listade i Catalogue of Life.